# Walter Hitzinger
Walter Hitzinger (* 8. April 1908 in Linz; † 26. Juli 1975 in Bad Ischl) war ein österreichischer Industriemanager, und ab 1952 Generaldirektor der VÖEST, von 1961 bis 1966 Vorstandsvorsitzender der Daimler-Benz AG.

## Leben
Hitzinger studierte an der TU Wien, seit 1940 war er technischer Referent bei der Steyr-Daimler-Puch AG. Es folgte 1943 die Berufung zum Technischen Direktor der Flugmotorenwerke Ostmark in Wiener Neudorf, anschließend war er noch Leiter der Saurer-Werke. Hitzingers Führungsrolle in der NS-Rüstungsindustrie und damit seine Beteiligung bei den Nebenlagern Melk und Guntramsdorf des KZ Mauthausen wurde zu seinen Lebzeiten nicht thematisiert.
Am 1. Jänner 1946 gründete Hitzinger die Firma Dipl. Ing. Hitzinger KG in Linz. 1952 wurde er als Nachfolger von Heinrich Richter-Brohm öffentlicher Verwalter und Generaldirektor der VÖEST. Von 1961 bis 1966 war er Vorstandsvorsitzender der Daimler-Benz AG.
Hitzinger verstarb nach schwerer Krankheit.

## Auszeichnungen
- 1955: Großes Ehrenzeichen für Verdienste um die Republik Österreich[3]
- 1972: Ehrensenator der Technischen Hochschule Wien